# Gia Long
Gia Long, el nom original del qual era Phuc Anh (Huế, 8 de febrer de 1762 - Ibídem, 3 de febrer de 1820), va ser el fundador i primer emperador de la Dinastia Nguyen, l'última de les dinasties governants de l'imperi del Vietnam. És considerat el responsable de la unificació del territori de l'actual Vietnam, el 1802.
Era nebot de l'últim Senyor de Nguyen, governant del sud del Vietnam. Als quinze anys va haver d'amagar-se a causa de les rebel·lions Tây Sơn. Es va fer amic de Pierre Pigneau de Behaine, un sacerdot francès que li va oferir assessorament i va convèncer al govern francès que li prestessin ajuda per poder fer-se amb el tron. Ho va aconseguir i va derrotar la dinastia Tay Són, unint tot el territori del Vietnam que es trobava sota diversos conflictes de caràcter feudal, disputant-se territoris.
El seu règim es va caracteritzar per un confucianisme ortodox. En agraïment a l'ajuda que li van prestar els francesos, va permetre l'entrada de missioners catòlics. Va traslladar la capital de Hanói a Huế, on hi va construir un palau fortificat. Amb l'ajuda dels francesos, va consolidar el sistema defensiu vietnamita i va aconseguir assentar al país com a referent a Indoxina. Va expulsar als siamesos de Cambodja, prenent-lo com a estat vassall.